# Ilan El Khattabi
Ilan El Khattabi (Francia, 10 de junio de 1999) es un jugador profesional francés de rugby que se desempeña en la posición de medio scrum en Union Sportive Oyonnax Rugby, equipo perteneciente a la liga Top 14.

## Carrera
El Khattabi es un jugador de formación francesa (JIFF). Comenzó su carrera deportiva con el equipo CSM Gennevilliers Rugby, en el cual jugó tres temporadas (2012-2015), después pasó a Rugby Club Massy Essonne (2015-2016), luego a Union Sportive Oyonnax Rugby, donde lleva jugando ocho temporadas.